# Krzeczunowicz

Herb

Krzeczunowicz – herb szlachecki.

## Opis herbu
Na tarczy dwudzielnej w pas, w polu górnym srebrnym, na zielonym pagórku – baran czarny na murawie zielonej; w dolnym czerwonym, na zielonym pagórku – koń galopujący srebrny. W klejnocie między skrzydłami orlimi w połowie na przemian srebrnymi i czerwonymi – połukoń srebrny. Labry prawe czarne podbite srebrem, lewe czerwone srebrem.

## Najwcześniejsze wzmianki
Nadany w 1785 przez Józefa II Grzegorzowi Krzeczunowiczowi, wraz ze szlachectwem I stopnia i predykatem "von Olejewo".

## Herbowni
Krzeczunowicz von Olejewo